# Adolfo Garcé
Adolfo Garcé García y Santos (Montevideo, 2 de abril de 1965) es un politólogo y profesor universitario uruguayo.

## Biografía
Tras una militancia juvenil en el Partido Comunista de Uruguay, Garcé abandonó para siempre la vida política y se dedicó al estudio académico de los fenómenos políticos uruguayos.
Ingresó a la Facultad de Ciencias Sociales de la Universidad de la República en 1990, donde se recibió de licenciado en ciencia política en 1996, magíster en 2002, y doctor en 2012. Se desempeña como docente e investigador en el Instituto de Ciencia Política, donde se ha especializado en el estudio sobre la difusión de ideas y el rol de los técnicos en la política.
Es autor de numerosas obras de consulta en materia de análisis político y electoral.
Desde 2008 es columnista del diario El Observador.
Es hermano del político y abogado Álvaro Garcé.

## Obras
Algunas de sus obras son: 
- 1997, Uruguay y su conciencia crítica : Intelectuales y política en el siglo XX (ISBN 9974-32-159-X. En coautoría con Gustavo De Armas. Ediciones Trilce)
- 2005, La era progresista (ISBN 9974-49-354-4. Montevideo: Editorial Fin de Siglo. pp. 188. Con Jaime Yaffé)
- 2012, Donde hubo fuego (ISBN 9974-49-373-0. El proceso de adaptación del MLN-Tupamaros a la legalidad y a la competencia electoral 1985-2004. Montevideo: Editorial Fin de Siglo)
- 2012, La política de la fe : Apogeo, crisis y reconstrucción del PCU 1985-2012 (ISBN 9789-97-449573-9. Montevideo: Editorial Fin de Siglo)
- 2017, Historia del Banco Central del Uruguay (1967-2016) - Medio siglo de desarrollo institucional al servicio de la estabilidad económica (Montevideo: BCU. pp. 127. Con Silvana Harriett, Milton Torrelli, Nicolás Pose. Disponible en línea en el sitio web institucional del BCU.[4]
- 2024, Politólogos… ¿para qué? (con Cecilia Rocha-Carpiuc).[5]